# Pedro Waldemar Manfredini
Pedro Waldemar Manfredini (Maipú, 7 de agosto de 1935 – 23 de janeiro de 2019) foi um futebolista argentino que atuou como atacante.

## Carreira
Manfredini começou sua carreira jogando no Racing Club de Avellaneda, da Argentina. Posteriormente, foi jogar no Roma, em 1959, onde atuou por sete temporadas. Ele venceu a Taça UEFA de 1961 com o clube e foi artilheiro do Campeonato Italiano na temporada 1962–63 (empatado com Harald Nielsen), com dezenove gols. Também venceu a Coppa Italia 1963–64. Ele jogou centro e trinta jogos pela Roma e marcou 76 gols. Jogou uma temporada no Brescia e depois mais nove anos no Venezia, antes de se retirar do futebol, com trinta e nove anos.
Faleceu em 2019 aos 83 anos de idade.